# Masao Arai
Masao Arai (Yamaguchi, Japón, 6 de junio de 1949-9 de noviembre de 2024) fue un deportista japonés especialista en lucha libre olímpica donde llegó a ser medallista de bronce olímpico en Montreal 1976.

## Carrera deportiva
En los Juegos Olímpicos de 1976 celebrados en Montreal ganó la medalla de bronce en lucha libre olímpica de pesos de hasta 57 kg, tras el luchador soviético Vladimir Yumin (oro) y el alemán Hans-Dieter Brüchert (plata).